# Комариха (приток Оскуи)
Комариха — река в России, протекает по Маловишерскому району Новгородской области. Река вытекает из болота Спасское и течёт сначала на северо-запад, затем на север. Устье реки находится в 94 км от устья Оскуи по левому берегу. Длина реки составляет 14 км. Высота устья — 68,4 м над уровнем моря.

## Данные водного реестра
По данным государственного водного реестра России относится к Балтийскому бассейновому округу, водохозяйственный участок реки — Волхов, речной подбассейн реки — Волхов. Относится к речному бассейну реки Нева (включая бассейны рек Онежского и Ладожского озера).
Код объекта в государственном водном реестре — 01040200612102000018936.